# Noël-Cerneux
Noël-Cerneux é uma comuna francesa na região administrativa de Borgonha-Franco-Condado, no departamento de Doubs. Estende-se por uma área de 6,36 km². Em 2010 a comuna tinha 459 habitantes (densidade: 72,2 hab./km²).